# Grégoire Burquier
 Grégoire Burquier  (nacido el 8 de julio de 1984) es un tenista profesional francés. Su ranking individual más alto fue el No. 167 alcanzado el 12 de septiembre de 2011, mientras que en dobles logró el puesto N.º 251 el 19 de septiembre de 2011.
Ha ganado hasta el momento 1 torneo de la categoría ATP Challenger Series en la modalidad de individuales.

## Títulos; 1 (1 + 0)

### Individuales (1)
| Leyenda                   |
| Grand Slam (0)            |
| ATP World Tour Finals (0) |
| ATP Masters 1000 (0)      |
| ATP World Tour 500 (0)    |
| ATP World Tour 250 (0)    |
| ATP Challenger Series (1) |

| N.º | Fecha      | Torneo                             | Superficie    | Oponente en la final | Resultado           |
| --- | ---------- | ---------------------------------- | ------------- | -------------------- | ------------------- |
| 1.  | 08.04.2012 | Challenger de Saint-Brieuc Francia | Tierra batida | Augustin Gensse      | 7–5, 6–7(5), 7–6(3) |